# SCハコア・ウィーン
スポーツクラブ・ハコア・ウィーン（ドイツ語: Sport Club Hakoah Wien, ヘブライ語: הכח וינה）は、オーストリア・ウィーンのユダヤ人スポーツクラブ。20世紀初頭のウィーンで最大のスポーツクラブであり、1920年代にサッカー部門が大きな成功をおさめた。

## 歴史
1909年にクラブを創設したのは、キャバレー歌劇台本作家フリッツ・“ベダ”・レーアナーと歯科医イグナツ・ヘルマン・ケルナーという2人のユダヤ系オーストリア人のシオニストだった。ヘブライ語で「力」「強さ」を意味するハコア (הכח) というクラブ名は、マックス・ノルダウの思想「筋骨逞しきユダヤ人 (Muskeljudentum) 」から影響を受けたものである。
ハコア・ウィーンは国際的な市場に乗り出した最初のサッカークラブの一つだった。しばしば外国の都市に巡業ツアーを行ない、地元クラブとの試合に何千人もの現地のユダヤ人ファンを集めた。1923年のロンドン遠征の際にはウェストハム・ユナイテッドを5-1で破った。ウェストハムはリザーブチーム主体ではあったが、ハコアはイングランドでイングランドのクラブを破った最初の大陸クラブになった。
1924-25シーズンの劇的な試合で、ハコアのハンガリー出身GKアレクサンデル・ファビアンは試合中に腕を骨折した。当時のルールが選手の途中交代を認めていなかったため、ファビアンは腕を三角巾で包んでFWの選手とポジションを入れ替わった。その7分後にファビアンは決勝点を挙げ、ハコアはオーストリアリーグ優勝を決めた。
1926年にはアメリカ合衆国遠征を行い成功を収めた。ニューヨーク市のポロ・グラウンズで行われた試合には、当時の新記録となる46,000人の観衆が集まった。多くの選手が反ユダヤ感情の少なさに好印象を抱き、アメリカのクラブからのオファーを受け入れて同国に留まった。その内の何人かの選手は1929年のUSオープンカップに優勝するニューヨーク・ハコアというクラブを作った。数人の選手はパレスチナへと移り住み、そこでハコア・テルアビブFC（現在のハコア・マッカビ・アミダル・ラマトガンFC）を創設した。多くの優秀な選手たちが流出したことで競争力は低下して、ハコアの最盛期は終わった。
クラブはサッカーピッチの外においても、レスリング、フェンシング、水球、水泳の各部門でかなり成功していた。ドキュメンタリー映画『Watermarks』（2004年）は1930年代のハコア女子水泳チームを主題としたものである。
1938年のアンシュルス（オーストリア併合）の後、ドイツサッカー協会(DFB)はクラブの活動を禁止して、シーズン中だったリーグ戦の対戦結果を無効化した。スタジアムはナチ党に引き渡された。クラブは1945年に再建された。サッカークラブは第二次世界大戦後は2部リーグに参加していたが、1949年に活動を止めた。
2000年、ウィーンのユダヤ人コミュニティは、新たなコミュニティセンターを設立する目的でプラーター公園の中にある、かつてのハコア・ウィーンのフィールドを1000万ユーロで購入した。2006年現在、クラブには約400人の会員がいる。サッカークラブはSCマッカビ・ウィーン (SC Maccabi Wien) という名前でオーストリアの下部リーグにて活動している。

## サッカー

### タイトル
- ブンデスリーガ：1回
  - 1924-25

### 所属選手
- ベーラ・グットマン - ハンガリー出身。後に監督として世界各地を周り、中でもベンフィカでのヨーロピアンカップ連覇で知られる。
- エゴン・ポラック - オーストリア出身。後にイスラエル代表監督。
- フリードリヒ・ドネンフェルト - オーストリア出身。後にコロンビア、オランダ代表監督。